# 黃孝逵
黃孝逵（英語：Wong Hau-kwei，1946年—），香港水墨畫家。1946年生於重慶，父親黃墨涵是二十世紀初巴蜀地區的政治家、銀行家和書法家。1969年畢業於中國紡織大學（現東華大學），於1978年移居香港。作品6次入選香港當代藝術雙年展及於2001年、2009年及2012年獲香港當代藝術獎  。他的作品在大中華地區獲廣泛收藏，包括中國美術館、香港藝術館、關山月美術館等。2024年獲香港藝術發展局頒發第十八屆香港藝術發展獎「藝術家年獎(視覺藝術)」。